# Kirche Berschweiler

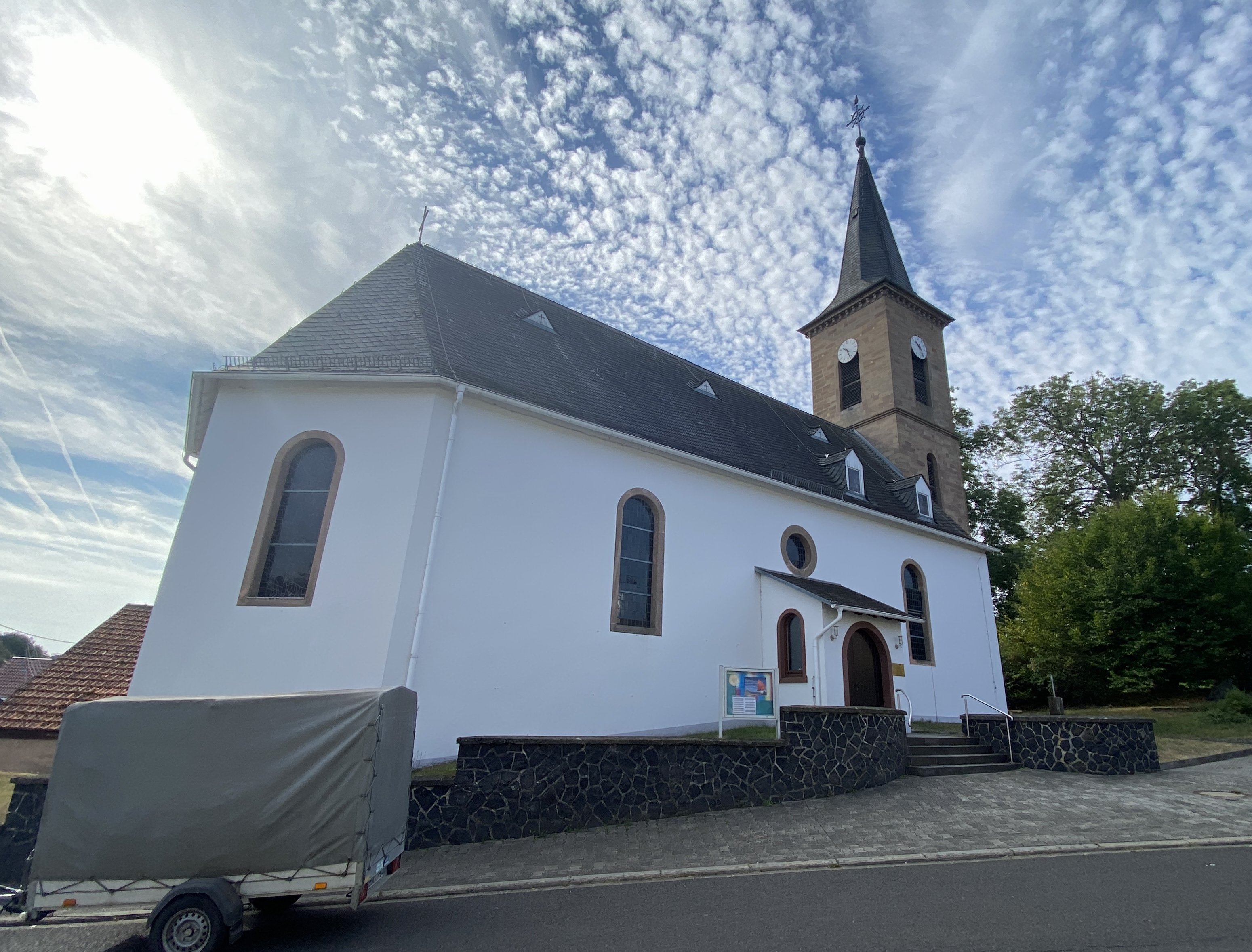
Evangelische Kirche Berschweiler

Die evangelische Kirche Berschweiler steht in der Ortsgemeinde Berschweiler in der Verbandsgemeinde Baumholder im rheinland-pfälzischen Landkreis Birkenfeld.

## Geschichte
Die Grundsteinlegung der Kirche erfolgte am 20. Mai 1743, bevor das Gebäude schließlich Anfang 1745 fertiggestellt wurde. Zur Erbauungszeit gehörte Berschweiler zunächst noch zur Pfarrei Baumholder. Die herzogliche Regierung schuf erst ein Jahr nach Erbauung der Kirche durch einen Entscheid am 19. August 1756 die selbstständige Pfarrei Berschweiler, zu der zunächst Fohren, Linden, Mettweiler, Eckersweiler, Langenbach, Heimbach, Rohrbach und Rückweiler gehörten. Die Orte Freisen, Hahnweiler und Leitzweiler kamen später hinzu. Neben der Kirche Berschweiler gehören heute die Kirche Berglangenbach und die Kirche Eckersweiler zur Evangelischen Kirchengemeinde Berschweiler, die zum Kirchenkreis Obere Nahe der Evangelischen Kirche im Rheinland gehört.

## Architektur
Die Kirche Berschweiler gliedert sich in ein Langhaus und einen Kirchturm. Das Langhaus ist weiß verputzt und weist ein schiefergedecktes Dach auf. Der Kirchturm grenzt südwestlich an das Langhaus an, das entlang einer Südwest-Nordost verlaufenden Achse orientiert ist. Der schiefergedeckte Turmhelm sitzt auf dem aus Naturstein erbauten Kirchturm auf.